# Lintești, Argeș
Lintești este un sat în comuna Cotmeana din județul Argeș, Muntenia, România.